# اللواء 26 مشاة ميكا (اليمن)
اللواء 26 مشاة ميكا هو لواء مشاة يمني في القوات البرية،
كان يتبع الحرس الجمهوري اليمني، وبعدها في المنطقة العسكرية السابعة . يتمركز اللواء حالياً في محافظة البيضاء .،
وفي مارس 2018 ضم إلى محور بيحان التابع للمنطقة العسكرية الثالثة.تم تعيين اللواء الركن مفرح محمد علي بجيبح قائدًا لمحور بيحان وقائدًا للواء 26 ميكا.
من الجدير بالذكر أن هناك ألوية مشاة ميكانيكية أخرى في اليمن، مثل اللواء 23 مشاة ميكا، الذي يتبع المنطقة العسكرية الأولى ويتمركز في منطقة العبر بمحافظة حضرموت، واللواء 21 مشاة ميكا، الذي كان يتمركز في مدينة عتق بمحافظة شبوة.

## القادة
- العميد عزيز الحجيري
- العميد الركن/ علي حمود الموشكي [2](10 أبريل 2013 - 12 يوليو 2014)
- العميد الركن/ خالد علي محمد الجائفي [3]

(12 يوليو 2014 - ؟)
- عين اللواء الركن/ مفرح محمد علي بجيبح قائداً لمحور بيحان قائداً للواء 26 ميكا في 10 مارس 2018.

### رئيس الأركان
| م | رئيس الأركان        | بداية         | نهاية |
| - | ------------------- | ------------- | ----- |
| 1 |                     |               |       |
| 2 | يحيى محمد مسعد علاو | 12 يوليو 2014 |       |